# باشگاه فوتبال ادینگتون
باشگاه فوتبال ادینگتون  یک باشگاه فوتبال در آفریقای جنوبی است. این باشگاه در شهر دوربان مستقر است. ادینگتون دوبار برنده لیگ ملی فوتبال آفریقای جنوبی شد، در سال ۱۹۶۳ و ۱۹۶۹. این باشگاه همچنین در سال ۱۹۶۹ جام قهرمانی لیگ ملی آفریقای جنوبی را برد.